# بیت‌پورت
بیت‌پورت (انگلیسی: Beatport) یک فروشگاه موسیقی برخط آمریکایی با محوریت موسیقی الکترونیک و تحت مالکیت لایواستایل است. این شرکت در دنور، لس آنجلس و برلین مستقر است. گرایش بیت‌پورت عمدتاً به‌سوی دی‌جی‌ها منعطف است و در کنار فروش ترانه‌های کامل هنرمندان، منابعی برای استفاده در تنظیم ریمیکس را نیز به فروش می‌رساند.
این سرویس که در سال ۲۰۰۴ پایه‌گذاری شد، در سال ۲۰۱۳ توسط شرکت اس‌اف‌ایکس انترتینمنت متعلق به رابرت اف. ایکس. سیلرمن خریداری شد. طبق گزارش‌ها، اس‌اف‌ایکس این سرویس را به قیمتی کمی بیش از ۵۰ میلیون دلار خریداری کرد.

## تاریخچه

### ۲۰۰۴–۲۰۰۶: بنیان‌گذاری
نخستین نسخه از فروشگاه اینترنی بیت‌پورت با نام بیت‌پورت ۱٫۰ در ۷ ژانویه ۲۰۰۴ رونمایی شد و ۷۹ ناشر آثار موسیقی الکترونیک را در کاتالوگ خود داشت. نیم سال بعد، بیت‌پورت به‌واسطهٔ همکاری با دی‌جی‌های شناخته‌شده و مشارکت با شرکت فناوری نیتیو اینسترومنتز، شهرتی نسبی کسب کرد. در ژانویه ۲۰۰۵ نسخهٔ بازبینی‌شدهٔ بیت‌پورت ۲٫۰ منتشر شد. در این نسخه امکانات جدیدی نظیر قابلیت مرتب‌سازی پلی‌لیست‌ها، قابلیت میکس قطعات موسیقی، و همچنین امکان پخش ویدئو، میکس‌های دی‌جی و پیگیری ناشرها و هنرمندان مختلف به این وبگاه افزوده‌شد.

### ۲۰۰۹–۲۰۱۲: بیت‌پورت جدید
سومین نسخهٔ این فروشگاه اینترنتی با نام «بیت‌پورت جدید» در ۲۱ ژانویه ۲۰۰۹ منتشر شد. در این نسخه امکانات زیادی به وبگاه اضافه شدند که شامل طرح روی جلد تعبیه‌شده در موسیقی‌های خریداری‌شده، یک سامانهٔ ترجیحات کاربری با نام «بیت‌پورت من»، میان‌برهای صفحه‌کلید و پشتیبانی سایت از چندین زبان در سراسر صفحه‌های وبگاه می‌شدند. این نسخه به‌عنوان جدیدترین نسخهٔ وبگاه از اپلیکیشن وب مبتنی بر ادوبی فلکس ۳ بهره‌مند بود که امکان استفاده از آن توسط ریل‌آی مدیا فراهم شده‌بود. در سال ۲۰۱۱ نسخهٔ اچ‌تی‌ام‌ال۵ از وبگاه بیت‌پورت فعال شد که امکان گوش دادن به موسیقی همزمان با جستجوی قطعات موسیقی دیگر را برای کاربران فراهم کرده‌بود.
بر پایهٔ گزارش‌ها، سودآوری وبگاه بیت‌پورت در سال ۲۰۱۲ در حدود ۱۵ تا ۱۸ میلیون دلار بود که نسبت به سال گذشته حدود ۲ میلیون دلار کاهش را نشان می‌داد.

### ۲۰۱۳–۲۰۱۵: اس‌اف‌ایکس، گرایش به‌سوی محتوای اصیل
در فوریه ۲۰۱۳، بیت‌پورت تحت مالکیت شرکت اس‌اف‌ایکس انترتینمنت متعلق به رابرت اف. ایکس. سیلرمن قرار گرفت که یک شرکت خوشه‌ای با تمرکز بر دارایی‌های مرتبط با موسیقی رقص الکترونیک مانند جشنواره‌ها و مروجان این سبک موسیقی بود. علاوه بر این، بیت‌پورت اعلام کرد که برای فهرست کردن مجموعهٔ موسیقی خود، با سرویس شناسایی و تشخیص موسیقی شزم همکاری خواهد کرد. این شرکت در دسامبر ۲۰۱۳ در طی تعدیل نیرو، ۲۰ نفر از کارکنان خود در دفتر دنور و شش نفر از کارکنان دفتر سان فرانسیسکو را اخراج کرد. طبق گزارش‌ها، برای پشتیبانی زیرساخت‌های فنی سایت، تنها یک نفر خدمهٔ حداقلی در این شرکت باقی ماند.
بیت‌پورت تحت مالکیت اس‌اف‌ایکس شروع به کسب دوبارهٔ جایگاه خود در میان اهالی موسیقی رقص الکترونیک کرد. در ۶ ژانویه ۲۰۱۴، شرکت رسانه و سرگرمی کلیر چنل (که اکنون با نام آی‌هارت‌مدیا شناخته می‌شود) که به‌عنوان بخشی از همکاری بازاریابی گسترده‌تر خود با شرکت اس‌اف‌ایکس، یک برنامهٔ شمارش معکوس برای ۲۰ آهنگ برتر بیت‌پورت را در ایستگاه‌های رادیویی برترین‌های معاصر خود در بازارهای بزرگ تشکیل خواهد داد و این برنامه فعالیت خود را به‌زودی در همان سال آغاز خواهد کرد. کارکنان کلیر چنل، از جمله جان سایکس باور داشتند که این معامله (به‌ویژه تشکیل برنامهٔ شمارش معکوس بیت‌پورت) زمینهٔ ملی بهتری برای شکوفایی هنرمندان کنونی و رو به رشد موسیقی رقص الکترونیک فراهم خواهد کرد.
در دسامبر ۲۰۱۴، بیت‌پورت جهت هدف قرار دادن طرفداران اصلی موسیقی الکترونیک به‌طور گسترده‌تر، وبگاه خود را بازسازی کرد و مواردی همچون محتوای اصلی (مانند مقاله‌های خبری) و همچنین امکان پخش زندهٔ برنامه‌ها و پوشش زندهٔ جشنواره‌ها را به آن افزود. علاوه بر این، بیت‌پورت یک سرویس رایگان پخش جاری موسیقی را رونمایی کرد که به کاربران اجازه می‌داد تا به قطعات موسیقی کامل از مجموعهٔ بیت‌پورت، و همچنین پلی‌لیست‌های منتخب و جدول‌های برترین‌ها گوش دهند. گرگ کانسیگلیو، مدیرعامل بیت‌پورت، و کلارک وارنر، مدیر خلاق اجرایی این شرکت گفتند که از میان ۵۰ میلیون کاربر منحصر به فرد، تنها ۳۰۰٬۰۰۰ کاربر درواقع اقدام به خریداری موسیقی از این سرویس کرده‌اند، و بخش عمده‌ای از کاربران از نمونه‌های با محدودیت زمانی موجود در فروشگاه بیت‌پورت برای یافتن موسیقی استفاده می‌کنند. در مارس ۲۰۱۵، این وبگاه یک اپ موبایل را معرفی کرد که دارای سرویس پخش آنلاین و یک بخش «برنامه‌های بیت‌پورت» بود که به معرفی رویدادهای پیش رو می‌پرداخت و امکان خریداری یکپارچهٔ بلیت این رویدادها را نیز فراهم می‌کرد. سرویس پخش آنلاین از سوی فروشگاه بیت‌پورت، که نشان تجاری آن (در هماهنگی با نرم‌افزار کارخواه دسکتاپ این سرویس) به نام «بیت‌پورت پرو» تغییر کرده‌است، پشتیبانی مالی دریافت می‌کند و تمرکز آن بیشتر بر کاربران حرفه‌ای قرار دارد.

### ۲۰۱۶–اکنون: سازماندهی مجدد اس‌اف‌ایکس، لایواستایل
بیت‌پورت در سال ۲۰۱۵ متحمل ضرر مالی به میزان ۵٫۵ میلیون دلار شد. در مارس ۲۰۱۶، شرکت اس‌اف‌ایکس به‌دنبال ورشکستگی خود اعلام کرد که تصمیم دارد تا وبگاه بیت‌پورت و گروه دیجیتال فیم هاوس (که در نهایت به یونیورسال میوزیک گروپ فروخته‌شد) را برای فروش به مزایده بگذارد تا بتواند بیشتر بر تجارت خود در زمینهٔ رویدادهای زنده تمرکز کند. در ۱۰ مهٔ ۲۰۱۶، بیت‌پورت اعلام کرد که مزایدهٔ این شرکت معلق شده و به‌جای آن قرار است که این وبگاه فعالیت‌های جانبی خود را متوقف کرده و تمرکز خود را منحصراً به تجارت فروش موسیقی معطوف کند—که در نتیجهٔ آن فعالیت‌های بیت‌پورت در زمینهٔ پخش آنلاین، پخش زنده و محتوای اصلی متوقف شد. این شرکت همچنین اعلام کرد که با توجه به فرایندهای بازسازی ساختاری، اقدام به تعدیل نیرو کرده و ۴۹ نفر از کارکنان، از نیروی کار این شرکت خارج شده‌اند.
در سپتامبر ۲۰۱۶، یک ناشر موسیقی ایتالیایی با نام «آرت اند میوزیک ریکوردینگ» درخواست داد تا ادعاهای مطرح‌شده مبنی بر افزایش مصنوعی تعداد دانلود چندین مورد از ترانه‌های این شرکت در بیت‌پورت توسط اشخاص ثالث، که باعث شده‌بود بیت‌پورت با استناد به سیاست‌های ممنوعیت خریداری قطعات توسط خود شرکت‌های ناشر برای بهبود عملکرد ترانه‌ها در جدول‌های موسیقی، آن ترانه‌ها را از وبگاه خود حذف کند، بررسی شده و به آن‌ها رسیدگی شود.
در دسامبر ۲۰۱۶، شرکت اس‌اف‌ایکس با کمک رهبری جدید از ورشکستگی نجات یافت و نام آن به لایواستایل تغییر کرد. رندی فیلیپس، مدیرعامل اجرائی این شرکت (که پیش از این مدیرعامل شرکت ای‌ئی‌جی لایو بود) اعلام کرد که بیت‌پورت دوباره به سوددهی رسیده‌است.
در اکتبر ۲۰۱۷ راب مک‌دنیلز به سمت مدیریت اجرائی بیت‌پورت منصوب شد.
در مهٔ ۲۰۱۹، بیت‌پورت از دو سرویس جدید اشتراکی با متناسب با نیازهای دی‌جی‌های حرفه‌ای رونمایی کرد: «بیت‌پورت لینک» یک سرویس جاری است که امکان جاری شدن مستقیم قطعات موسیقی از مجموعهٔ موسیقی وبگاه به نرم‌افزارهای دی‌جی پشتیبانی‌شده را فراهم می‌کند. همکار اصلی بیت‌پورت در رونمایی از این قابلیت، شرکت پایونیر دی‌جی بود که اکنون امکان یکپارچه‌سازی به‌واسطهٔ نرم‌افزار موبایلی جدید خود با نام وب‌دی‌جی را در اختبار کاربران قرار داده و اعلام کرده‌است که نرم‌افزار رکوردباکس نیز در سال ۲۰۱۹ از سرویس لینک پشتیبانی خواهد کرد. بیت‌پورت همچنین از سرویس «بیت‌پورت کلاود» رونمایی کرد که دارای امکاناتی همچون قابلیت پخش کامل آهنگ‌ها، یک رابط کاربری برای مدیریت موسیقی‌ها و قابلیت دانلود دوبارهٔ بدون محدودیت ترانه‌های خریداری‌شده‌است.

## مجموعهٔ موسیقی
فروش مجموعه سمپل‌ها و بسته‌های منابع ریمیکس در بخش «صداهای بیت‌پورت» از ۶۰۰٬۰۰۰ دلار در سال ۲۰۱۰ به ۳۹٫۱ میلیون دلار در سال ۲۰۱۵ رسید.

## جایزه‌ها
جوایز بین‌المللی موسیقی رقص (آی‌دی‌ام‌ای)
- ۲۰۰۶: بهترین خرده‌فروش موسیقی رقص و بهترین خرده‌فروش تخصصی موسیقی رقص[۳۲]
- ۲۰۰۷: بهترین خرده‌فروش موسیقی رقص[۳۳]
- ۲۰۰۸: بهترین خرده‌فروش تخصصی موسیقی رقص[۳۴]
- ۲۰۰۹: بهترین وبگاه موسیقی رقص (اهدا شده به Beatportal.com) و بهترین خرده‌فروش تخصصی[۳۵]
- ۲۰۱۰: بهترین وبگاه موسیقی رقص (اهدا شده به Beatportal.com) و بهترین خرده‌فروش تخصصی موسیقی رقص[۳۶]
- ۲۰۱۱: بهترین خرده‌فروش تخصصی موسیقی رقص[۳۷]
- ۲۰۱۲: بهترین خرده‌فروش تخصصی موسیقی رقص[۳۸]
- ۲۰۱۳: بهترین خرده‌فروش موسیقی رقص الکترونیک/موسیقی رقص[۳۹]
- ۲۰۱۴: بهترین خرده‌فروش موسیقی رقص الکترونیک/موسیقی رقص[۴۰]